# 巴克灣
68°11′S 67°0′W / 68.183°S 67.000°W
巴克灣是南極洲的海灣，位於葛拉漢地的西岸，處於斯托寧頓島和菲茨羅伊島之間，寬1公里，該海灣由美國的探險隊首次探測。